# Фай, Эрве
Эрве-Огюст-Этьен-Альбан Фай (фр. Hervé-Auguste-Etienne-Albans Faye; 3 октября 1814 — 4 июля 1902) — французский астроном.

## Биография
Был адъюнктом Парижской обсерватории, затем профессором астрономии в Политехнической школе. Избран в члены французской академии наук в 1847 году, Национальной итальянской академии деи Линчеи и Американской академии искусств и наук.
23 ноября 1843 года Фай открыл периодическую комету, носящую его имя. Фай является автором многочисленных научных публикаций (напечатанных в основном в «Comptes Rendus de l’Académie des sciences» — отчётах Парижской академии наук) по всем отраслям наблюдательной астрономии. Особенной известностью пользовались статьи, относящиеся к вопросу о строении Солнца и к вопросу о происхождении Вселенной.

## Солнечные пятна
Фай видит в пятнах на Солнце вихри, произошедшие от встречи двух соседних слоёв фотосферы, обладающих различными скоростями. Пятна совершенно подобны земным смерчам и ураганам, в меньшем размере — водоворотам. Стенки воронки вихря мы видим под очень острым углом — полутень пятна. Впрочем, вихрь втягивает в себя сверху более холодные тёмные облака, а они заслоняют внутренние части пятна. Пятно наполнено, таким образом, холодными, стремящимися вниз, газами, что совершенно отвечает спектральным наблюдениям. Хорошо объясняется и струйчатое строение полутени некоторых пятен; однако пятна совершенно не обнаруживают общего закона вращения циклонов, который необходим по гипотезе Фая.

## Система мира по Фаю
Гипотеза Фая — допускает предвечное существование «хаоса» как тёмной и холодной туманности. Вследствие начавшегося сжатия, вызванного притяжением, материя нагрелась и стала слабо светиться, совершенно подобно туманностям, открытым фотографией. По различным направлениям хаос бороздят «потоки» материи. Местами вследствие встречи противоположных потоков получаются вихри — родоначальники спиральных туманностей, а за ними и различных звёздных систем.
Основным типом этих систем служат тесные двойные и кратные звёзды, где массы распределены довольно равномерно, а составляющие звёзды вращаются вокруг общего центра тяжести. Для образования системы, подобной нашей Солнечной, требовались исключительно благоприятные условия.
Фай совершенно справедливо настаивает на ложности взгляда, по которому каждая звезда является центром движения многих планет. Планетные системы — редкое исключение среди звёздных миров. Там, где в хаосе не было встречи движений, образовались не вихри, а медленно сгущающиеся облака мелких раскалённых тел (пример тому в созвездиях Геркулеса, Центавра). В такой системе равнодействующая сила ньютоновского взаимного притяжения отдельных частиц всегда направлена к центру системы и прямо пропорциональна расстоянию частицы до него. Такой же закон сил господствовал и в нашей системе до образования Солнца. Вследствие этого кольца, образовавшиеся внутри туманности, дают начало планетам с прямым вращением вокруг осей. Между тем формируется центральное сгущение — солнце, масса которого, наконец, далеко превосходит массу оставшейся туманности, и закон сил изменяется: начинает преобладать центральное притяжение, обратно пропорциональное квадрату расстояния. Все частицы туманности движутся уже по законам Кеплера. Планеты, которые ещё не успели сложиться из колец, получают обратное вращение.
Таким образом, по гипотезе Фая, Земля и внутренние планеты старше Солнца, а оно старше Урана и Нептуна. Несмотря на удачное замечание о перемене закона сил, гипотеза Фая объясняет некоторые пункты (например, образование колец) менее удовлетворительно, чем гипотеза Лапласа-Роша. Даже главная цель её — объяснить аномальное вращение Урана и Нептуна — не вполне достигнута.

## Память
В 1935 году Международный астрономический союз присвоил имя Фая кратеру на видимой стороне Луны.

## Сочинения
- «Leçons de cosmographie» (1852);
- «Cours d’astronomie nautique» (1880);
- «Cours d’astronomie de l'école Polytechnique» (1881);
- «Sur l’origine du monde» (1884);
- «Sur les tempêtes» (1887); «Nouvelle étude sur les tempêtes etc.» (1897).

## Награды
- 1843 — кавалер Ордена Почётного Легиона
- 1855 — офицер Ордена Почётного Легиона
- 1870 — командор Ордена Почётного Легиона